# Abd al-Rahman Shahbandar
Abd al-Rahman Shahbandar en arabe عبد الرحمن الشهبندر  (6 novembre 1880 – 6 juillet 1940)  homme politique syrien, influent nationaliste pendant la période du Mandat français en Syrie, il est l'un des leaders de l'opposition à l'autorité française. Son engagement envers le nationalisme arabe s'exprime avec la création du parti Union et Progrès, à la suite de la « turquification » des politiques. Il a soutenu la Révolte arabe au cours de la première Guerre mondiale.Lors de la constitution du gouvernement de 1920, il a été brièvement à la tête du ministère des affaires étrangères en Syrie sous le règne de l'Émir Fayçal

## Biographie

### Ses débuts
Damascène né en 1880 d'une famille de marchands relativement prospères mais sans lien avec l'aristocratie, il étudie au Syrian Protestant College de Beyrouth et fréquente le cercle du cheikh al-Jazâ’irî. Médecin, il enseigne à Beyrouth mais s'occupe surtout de politique en s'opposant à la turquification ; demeurant à Damas au début de la guerre, il rejoint Le Caire en 1916 où il soutient la révolte arabe et fréquente les milieux britanniques. Sous Faysal, il sert d'interprète à la commission King-Crane avant de devenir l'agent de liaison du roi avec la Grande-Bretagne puis son ministre des Affaires étrangères.

### Implication politique dans la "Société de la Main de fer"
A l'occupation de la Syrie en juillet 1920 par les Français, Shahbandar fui le pays comme une partie des nationalistes.
Il mettra un an à reprendre pied et rentrera en 1921, pour organiser la société de la Main de Fer (Jam’iyyat al-Yad al-Hadîdiyya), organisation nationaliste secrète visant à discréditer le gouvernement jugé collaborateur de Haqqî al-‘Azm. Tout en rétablissant les contacts avec les marchands, les chefs de quartiers et les étudiants, ce fut le premier groupe nationaliste à émerger à Damas durant le Mandat et à mobiliser contre la domination française à Homs et Hama. En avril 1922, Shahbandar fut arrêté par les autorités françaises pour incitation à la rébellion avec d'autres membres de la Main de fer. Son arrestation déclencha plusieurs jours de manifestations et d'affrontement sanglants entre les forces françaises et les opposants à Damas. Il fut néanmoins jugé pour activités subversives et condamné à 20 ans d'emprisonnement.
La Société de la Main de fer est démantelée mais pour la première fois, Damas a connu un soulèvement anti-français, le souk restant fermé par solidarité durant quinze jours.

### Création du Parti du peuple
Après avoir purgé 1½ ans de sa peine, les autorités le relâchent et le condamnent à l'exil. Le leader nationaliste rejoint Damas après un exil d'une année dont il profite pour répandre les revendications syriennes tant en Europe qu'aux États-Unis. Officiellement fondé en juin 1925, le Hizb al-Cha’b (Parti du Peuple) fonctionne en fait depuis le mois de février comme groupe de pression non structuré. Dès le mois de mars, il organise une manifestation lors d'une visite de Lord Balfour à Damas. En juin, ses effectifs atteignent le millier de membres issus pour la plupart des élites damascènes. Financé par le Congrès syro-palestinien du Caire, le Parti diffuse ses idées à travers le journal al-Mufîd (fondé par la famille Haydar de Baalbek).
Outre Chahbandar, président, et Fâris Bey al-Khûrî, vice-président, le comité directeur compte une dizaine de Damascènes : Lutfî al-Haffâr, ‘Abd al-Majîd Tabbâkh et Abû-l-Khayr al-Mawqi’ représentent les riches marchands ; Ihsân al-Charîf, Fawzî al-Ghazzî et Sa’îd Haydar appartiennent aux milieux de juristes ; Jamîl Mardam et Tawfiq Châmiyya sont des propriétaires terriens ; Adîb al-Safadî est un journaliste et Hasan al-Hakîm vient du Mîdân. Le Hizb al-Cha’b, plus que parti politique, fonctionne de fait comme une coalition de notables, chacun arrivant avec les frustrations et les revendications de son groupe social d'origine et de sa clientèle.
Sa plate-forme politique, d'orientation laïque (à l'image de l'éducation de ses auteurs), appelle à la réalisation des principes suivants : souveraineté nationale syrienne et unité à l'intérieur des frontières naturelles de la Syrie (grande Syrie), liberté des personnes sous toutes ses formes, éducation populaire, protection des industries nationales, meilleur développement et exploitation des richesses naturelles syriennes, unification du système éducatif incluant l'enseignement primaire obligatoire,.

### Sa participation à la révolte du Jabal Druze
Le 19 août, une délégation nationaliste du parti du peuple rencontre Sultân Pacha. Un serment de coopération est prêté afin de rejeter la présence française au nom de l'unité et de l'indépendance de la Syrie. Plusieurs nationalistes sont arrêtés à Damas. D'autres, dont Chahbandar, se réfugient dans le Djebel où un gouvernement nationaliste provisoire est proclamé le 9 septembre. La révolte druze devient nationaliste. Présidé par Sultân Pacha al-Attrache, le gouvernement adopte le drapeau du Congrès syrien de 1920 et appelle à la révolte syrienne, réclamant l'unité, l'indépendance, l'évacuation des troupes françaises, la mise en place d'un gouvernement national et d'une assemblée librement élue, la mise en application des droits de l'homme et des idéaux de la révolution française.
Quand la révolte fut étouffée en 1927, il s'exila alors vers la Transjordanie et de là, vers l'Égypte.

### Sa mise au ban lors de la constitution de 1928
En février 1928, un gouvernement provisoire est constitué avec l'accord tacite du Bloc national sous la direction du cheikh Tâj al-Dîn al-Hasanî en remplacement du gouvernement Nâmî discrédité. Le nouveau cabinet (auquel participe Kurd ‘Alî) affiche un programme modéré ; tout en présentant un certain nombre de revendications, il fait référence à la France et à la nécessité de concertation. Dans la perspective des élections, la France lève les restrictions sur la liberté personnelle imposées depuis 1925, allège la censure et proclame une amnistie pour tous les insurgés ; en sont exclues 64 personnes, dont Chahbandar, Chukrî al-Quwatlî et Sultân Pacha ; les membres de l'ex-Istiqlâl sont aussi exclus.

### Durant la guerre
En 1937, une amnistie lui permit de retrouver la Syrie. Il aida alors ses partisans à s'opposer au Traité d'indépendance franco-syrien au motif que celui-ci accordait à la France des privilèges attentant à la souveraineté du pays. Il fut alors rejoint par de puissants politiciens syriens comme Munir al-Ajlani (en). Il a également mené une campagne politique pour discréditer le Bloc national du Premier Ministre Jamil Mardam Bey. Au cours de la Seconde Guerre mondiale les Français décidèrent de coopérer avec Shahbandar en raison de son opposition au Bloc national et en raison du soutien de la Grande-Bretagne et des Hachémites.
Le 6 juillet 1940, il fut assassiné. Les Français accusèrent plusieurs personnalités de Bloc National, dont Jamil Mardam et Saadallah al-Jabiri, d'avoir commandité ce meurtre, les obligeant à fuir en Irak.
Alors que Shahbandar fut l'un des dirigeants syriens les plus populaires, il ne réussit jamais à construire une organisation pérenne pour perpétuer son héritage politique.

## Appartenance à la Franc maçonnerie
Il a été initié le 6 novembre 1908 à la loge "Salam" à l'Orient de Beyrouth sous juridiction de la Grande Loge d'Ecosse.
Il s'affilie à la loge "Light of Damascus" à l'Orient de Damas sous juridiction de la Grande Loge d’Écosse en 1909, avant de rejoindre la loge "Syrie" à l'Orient d'Alep sous juridiction du Grand Orient de France,.